# Germán Ávila
Germán Ávila (Bogotá, Cundinamarca, Colombia; 25 de diciembre de 1944) es un exfutbolista colombiano que se desempeñó como defensor y jugó toda su carrera en Independiente Santa Fe de su ciudad natal y con el que fue campeón del Fútbol Profesional Colombiano en el año 1966.

## Trayectoria

### Inicios
Germán Ávila nació en Bogotá, la capital de Colombia. En su ciudad natal, empezó a jugar fútbol, y siendo un adolescente entró a las divisiones inferiores de Independiente Santa Fe. 

### Independiente Santa Fe
Luego de haber jugado en las divisiones inferiores, Germán fue ascendido a la nómina profesional, y debutó en el año 1964. Ese año, jugó pocos partidos. En 1966, luego de haber estado un año sin jugar, Ávila volvió a Santa Fe y ganó su primer título como profesional; cuando el equipo cardenal ganó el cuarto (4) título de su historia. En ese año, el defensor jugó varios partidos donde demostró su buen juego, y sería un jugador importante dentro de una nómina que tenía grandes jugadores como Carlos Rodríguez, Carlos "Copetín" Aponte, Alfonso Cañón, Delio "Maravilla" Gamboa y Omar Lorenzo Devanni. En 1967, Ávila jugó varios partidos con Santa Fe en la Copa Libertadores de América y fue titular en la mayoría de los partidos del equipo cardenal en el Campeonato Colombiano. Al año siguiente, en 1968; fue un jugador destacado dentro del plantel, ya que tuvo varios partidos buenos. A finales de aquel año (1968), se retiró del fútbol profesional.

## Clubes
| Club                        | País     | Año              |
| --------------------------- | -------- | ---------------- |
| Club Independiente Santa Fe | Colombia | 1964 y 1966-1968 |

## Palmarés

### Campeonatos nacionales
| Título           | Club     | País     | Año  |
| ---------------- | -------- | -------- | ---- |
| Primera División | Santa Fe | Colombia | 1966 |